# Medalla de Waterloo
El 23 d'abril de 1816 es va anunciar a la London Gazette que el Príncep regent s'havia complagut amablement, en nom i en nom de Sa Majestat, de concedir la Medalla de Waterloo a tots els oficials, suboficials i soldats de l'exèrcit britànic (inclosos els membres de la Legió alemanya del rei) que van participar en una o més de les batalles següents: Ligny (16 de juny de 1815), Quatre Bras (16 de juny de 1815) i Waterloo (18 de juny de 1815).

## Història
Després de la victòria a Waterloo, la Cambra dels Comuns va votar que s'atorgués una medalla per a tots els que van participar en la campanya. El duc de Wellington li va donar suport i el 28 de juny de 1815 va escriure al duc de York suggerint-li:
| « | ... la conveniència de donar una medalla als suboficials i soldats implicats a la batalla de Waterloo. Estic convençut que tindria el millor efecte a l'exèrcit, i si la batalla havia de resoldre les nostres preocupacions, s'ho mereixen. | » |

El 17 de setembre de 1815 el duc de Wellington va escriure al secretari d'estat de guerra, dient:
| « | Recomano que tots tinguem la mateixa medalla, penjada a la mateixa cinta que ara s'utilitza amb la medalla [d'or de l'exèrcit] . | » |

La medalla es va lliurar el 1816–1817 a tots els soldats presents en una o més de les batalles de Ligny, Quatre Bras i Waterloo. A cada soldat també se'ls acreditava dos anys de servei i sou addicionals, per comptar amb finalitats d'antiguitat i pensions, i havien de ser coneguts com "Waterloo Men" ("Homes de Waterloo").
Aquesta va ser la primera medalla emesa pel govern britànic a tots els soldats presents durant una acció. La Medalla del Servei Militar General commemora batalles anteriors, però no es va emetre fins al 1848. La Medalla de Waterloo també va ser la primera medalla de campanya concedida als familiars més propers dels homes morts en acció.
En el moment en què es va concedir la medalla, quan aquestes coses no eren gens habituals, era molt popular entre els seus destinataris, encara que veterans de la guerra del francès s'haurien sentit perjudicats perquè els presents només a Waterloo -molts d'ells reclutes en brut- haguessin de rebre aquest reconeixement públic dels seus èxits. Mentrestant, aquells que havien patit els treballs i les privacions de tota la guerra, no havien tingut cap reconeixement dels seus serveis més enllà dels tretze vots d'agraïment que se'ls va concedir al Parlament. Sens dubte, hi havia una mica de veritat en aquest descontentament per part dels vells soldats; al mateix temps, l'orgull militar britànic s'havia rebel·lat fins aleshores contra la pràctica comuna als exèrcits continentals, de concedir medalles i distincions a cada home, o a cada regiment, que simplement haguessin fet el seu deure en els seus respectius serveis. La medalla era tant un símbol de la importància de la victòria com del desig de donar medalles de campanya general als soldats.

## Medalles concedides
Es van produir un total de 39.000 medalles, no totes elles atorgades. Unes 6.000 van ser lliurats a la cavalleria; 4.000 als Foot Guards; 16.000 als regiments de línia d'infanteria ; 5.000 a l'artilleria i 6.500 a la Legió Alemanya del Rei. Amb estat major, sapadors i miners i vuit companyies del Royal Waggon Train, aproximadament 38.500 medalles es van atorgar en total.

## Aparença

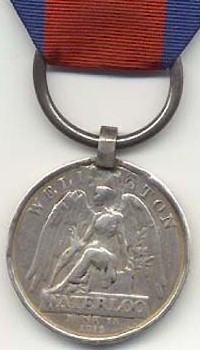
Revers de la medalla

La medalla està feta de plata i fa 37 mm (1,5 polzades) de diàmetre. Thomas Wyon, recentment nomenat gravador en cap de la Royal Mint va ser seleccionat per dissenyar la medalla. Originalment, les medalles s'havien d'atorgar en bronze, però la decisió es va prendre en una fase tardana de produir-les en plata fina.
El disseny de la medalla era el següent:
- Anvers: una efígie del Príncep Regent orientada a l'esquerra amb la inscripció "GEORGE P. REGENT" .
- Revers: una figura de Victòria asseguda en un sòcol amb les paraules "WELLINGTON" a dalt i "WATERLOO" i la data "18 DE JUNY de 1815" a sota. El disseny es va inspirar en una moneda grega antiga d'Elis, ara a la col·lecció del Museu Britànic.[4][c]
- Suspensió: la cinta passa per un gran anell de ferro a la part superior de la medalla, subjecta a la medalla mitjançant un clip d'acer. Molts destinataris ho van substituir per una suspensió de plata més ornamentada.
- Cinta: la cinta de 37 mm (1,5 polzades) d'ample és carmesí amb vores blau fosc, cadascuna d'aproximadament 7 mm (0,28 polzades) d'amplada. Aquesta és la "cinta militar" que també s'utilitza per a la Medalla d'Or de l'Exèrcit i més tard la Medalla del Servei General Militar. No hi havia cap disposició per a una barra de cinta, amb la medalla en si portada uniforme en tot moment.[1]
- Nom: Aquesta va ser la primera medalla en què el rang, el nom i el regiment del destinatari es van inscriure al voltant de la vora. La màquina per impressionar els noms va ser dissenyada i fabricada per dos treballadors de la Royal Mint, Thomas Jerome i Charles Harrison.[10] Va impressionar, una mica fortament, grans capitells serifats a la vora amb l'espai a cada extrem omplert per una sèrie de segells en forma d'estrella. Qualsevol medalla de Waterloo gravada es canvia de nom i qualsevol exemple sense nom ha tingut el nom esborrat o és un exemplar que s'ha muntat.[11]

El disseny de la medalla, incloent la mida, el metall i el nom, va establir el patró per a la majoria de les futures medalles de campanya britàniques.

## Altres medalles de Waterloo
Set nacions de la Setena Coalició van donar medalles als soldats que van participar en la campanya:
1. Medalla de Waterloo de Brunswick
2. Medalla de Waterloo de Hannover
3. Medalla de Waterloo de Nassau
4. Creu commemorativa de plata dels Països Baixos, 1813-1815, atorgada el 1865
5. Medalla de la campanya de Prússia, 1813-1815
6. Medalla de Saxe-Gotha-Altenburg, 1814–15